# ثلاثة كان على الله أن لا يخلقهم: الفرس واليهود والذباب
ثلاثة كان على الله أن لا يخلقهم: الفرس، اليهود والذباب هو الاسم الذي يطلق على كتيب للحكومة العراقية معادي لإيران ومعادي لليهود نشر على نطاق واسع إبان عهد صدام حسين.
وكان المؤلف، خير الله طلفاح، مسؤولاً في حزب البعث العراقي، وخال ووالد زوجة صدام حسين. وكان قد كتب الكتيب الذي يتألف من عشر صفحات[بحاجة لمصدر] لأول مرة في عام 1940[بحاجة لمصدر].
في عام 1981، بعد بدء الحرب العراقية الإيرانية، أعادت دار النشر التابعة للحكومة العراقية دار الحرية نشره، ووزعت وزارة التربية العراقية الدعاية كجزء من كتاب مدرسي لأطفال المدارس.[بحاجة لمصدر]
ويصف العمل الفرس بأنهم «حيوانات خلقهم الله في شكل بشر»، واليهود ك«خليط من الوسخ ومخلفات من شعوب مختلفة»، والذباب كمخلوقات يسيء الجميع فهمها «والتي لا نفهم ما غرض الله من خلقها». وفقاً لكون كولين «هذه المحاولة العراقية الضعيفة في تقليد كفاحي كان لها تأثير على وضع السياسات المستقبلية لصدام. كرئيس للعراق، تحددت سياسة صدام الخارجية من خلال كرهه للفرس أو الإيرانيين كما يعرفون على نحو أفضل، والإسرائيليين.» ولكي يُرى الأمر بترو أكثر، تنافس العراق عسكرياً مع إيران البهلوية من شرقه وإسرائيل من غربه، وكان ينظر إليه من كلا البلدين على أنه تهديد وجودي، حتى سوى صدام خلافاته مع الشاه محمد رضا بهلوي من خلال اتفاقية الجزائر.